# Szentlélek alászállása fatemplom (Dusafalva)
A Szentlélek alászállása fatemplom műemlékké nyilvánított épület Romániában, Bihar megyében. A romániai műemlékek jegyzékében a  BH-II-m-B-01144 sorszámon szerepel.